# Rudan (Verwaltungsbezirk)
Rudan (persisch شهرستان رودان) ist ein Schahrestan in der Provinz Hormozgan im Iran. Er enthält die Stadt Rudan, welche die Hauptstadt des Verwaltungsbezirks ist.

## Demografie
Bei der Volkszählung 2016 betrug die Einwohnerzahl des Schahrestan 124.522. Die Alphabetisierung lag bei 84 Prozent der Bevölkerung. Knapp 37 Prozent der Bevölkerung lebten in urbanen Regionen.
| Zensusjahr | Einwohnerzahl |
| ---------- | ------------- |
| 2011       | 118.547       |
| 2016       | 124.522       |